# Chromis margaritifer
El cromis bicolor (Chromis margaritifer) es una especie de peces de la familia Pomacentridae en el orden de los Perciformes.
Es un pez usado comercialmente para su mantenimiento en acuarios.

## Morfología
Los machos pueden llegar alcanzar los 9 cm de longitud total, con 12 espinas en la aleta dorsal y dos espinas en la aleta anal.

## Hábitat y distribución geográfica
Es un pez de mar asociado a arrecifes de coral, donde se alimenta de plancton, no migrador, vive en un rango de profundidad entre 2 y 20 metros. Se encuentra en el Océano Pacífico en la isla de Kiritimati y el noroeste de Australia, desde el este del océano Índico hasta las islas de la Línea y el archipiélago Tuamotu.